# 3454 Lieske
A 3454 Lieske (ideiglenes jelöléssel 1981 WB1) a Naprendszer kisbolygóövében található aszteroida. Edward L. G. Bowell fedezte fel 1981. november 24-én.